# 草稈棋
草稈棋，或音譯為竟侃ㄚ，是流傳於布依族的兩人棋類遊戲，詳細規則不明，與暗獸棋類似，依階級吃子。

## 棋具
- 棋盤大小不明，棋子行在棋格。
- 雙方各十二枚棋子，以長度不一的草稈作棋子，共十二種長度。

## 規則
- 初始佈置不明。
- 每方輪流動一子，移動不明，可至空處或敵棋處吃棋。長的棋子可吃短的棋子，最短的棋子則可吃最長的棋子。
- 以消滅敵方所有棋子為勝[1]。